# Concorde tér

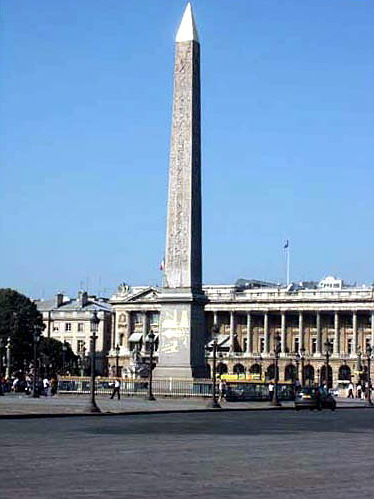

A Concorde tér fontos csomópont Párizs északi felén, közel a Szajnához. Keleten a Tuileriák kertje (Les Tuileries) határolja, nyugati oldaláról pedig a híres sugárút, a Champs-Élysées indul.
A Concorde tér egykor forradalmi vérfürdők színhelye volt. Ma az amerikai nagykövetség és a Crillon luxusszálló áll itt, és csodás kilátás tárul a Champs-Élysées-re az Arc de Triomphe felé.
A Concorde teret a királyi építész, Jacques-Ange Gabriel tervezte meg 1757-ben XV. Lajos francia király lovas szobrának háttereként. Ellentétben Párizs más, királyoknak szánt tereivel (place des Victoires, place Dauphine), amelyek zártak voltak, Gabriel csak a tér egyik oldalán emeltetett épületeket, és változatlanul hagyta a Tuileriáktól a Champs-Élysées-re, egészen a Rond-Point-ig nyíló kilátást. Két, oszlopos épülete – jelenleg a Crillon Szálloda és a Tengerészeti Minisztérium (az utóbbiban Mária Antónia titkos lakosztályt tartott fenn) – tükörképei a folyó túloldalán lévő Nemzetgyűlés homlokzatának. A forradalom alatt Lajos szobrát lerombolták, és place Louis-XV-ról place de la Révolution-ra keresztelték át a teret. A terroruralom alatt 1200 embert végeztek ki itt guillotine-nal, közöttük XVI. Lajos francia királyt, Maximilien de Robespierre-t és Mária Antóniát.

## Obeliszk

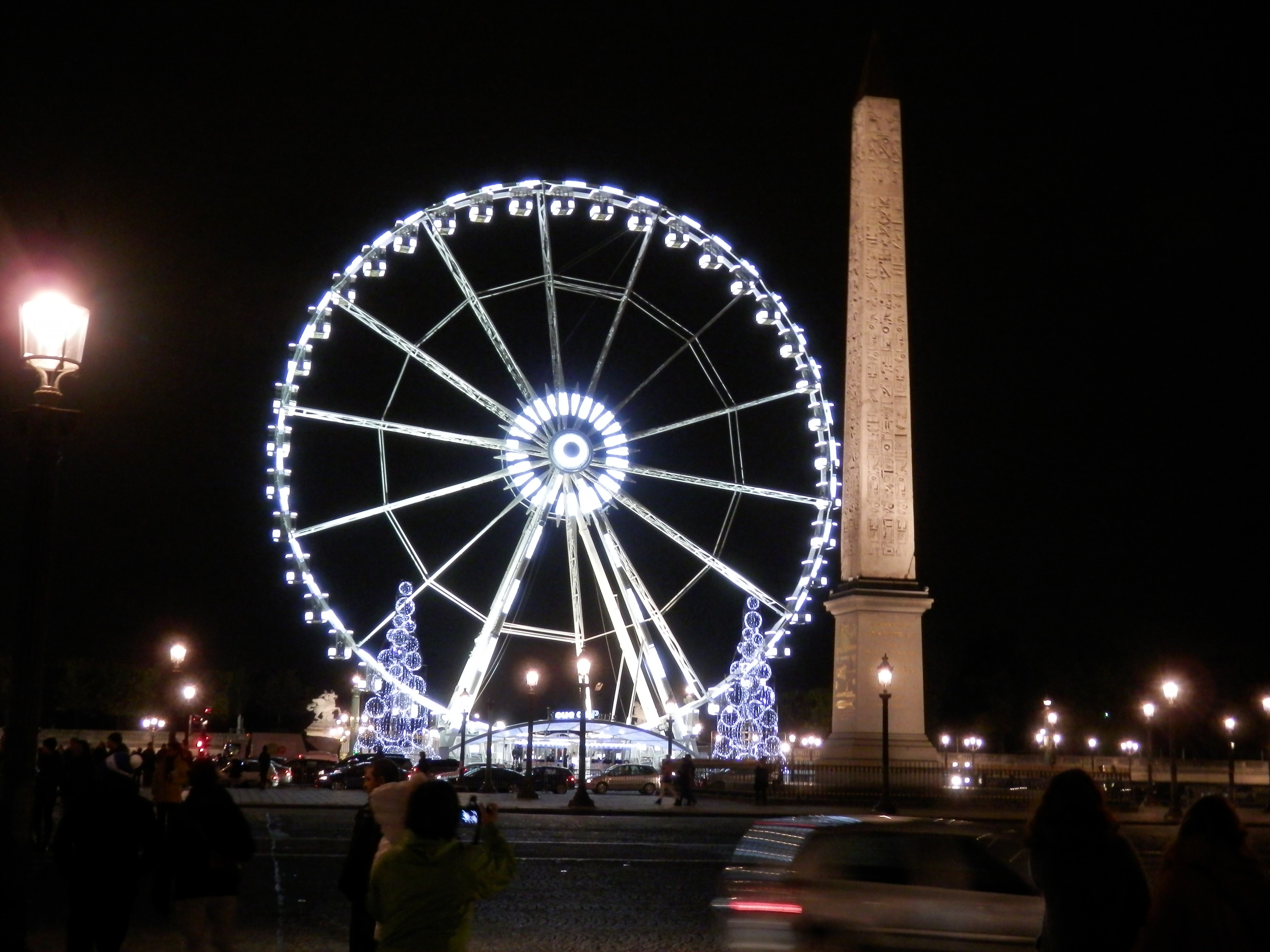
Az Obeliszk és a Roue de Paris

A tér egész sor névváltoztatás után végül 1795-ben kapta a place de la Concorde nevet. I. Lajos Fülöp francia király Franciaország nagyvárosait szimbolizáló szobrokat és szökőkutakat emeltetett rajta, és a tér közepére hatalmas műemléket helyeztetett – egy 3300 éves obeliszket, a luxori templom előtt álló obeliszk párját, amelyet az egyiptomi alkirály, Mohammed Ali 1829-ben adományozott Franciaországnak.
Le Bas mérnök és 120 tagú csapata 1836-ban mintegy 200 000 párizsi lelkes ovációja mellett állította fel az obeliszket. A teljesítményt fel is jegyezték a talpazatára, ahonnan egyébként fantasztikus kilátás nyílik kelet felé a Louvre piramisára, és a nyugat felé továbbnyúló Champs-Élysées-re, a La Défense irányába.
A Concorde téren az obeliszk mellett két szökőkút áll – a folyami és a tengeri hajózás jelképei –, illetve Franciaország nyolc vezető városát jelképező szobrok alakjai veszik körül. A vörös gránit oszlop 23 méter magas, és 250 tonna.